# Heinrich Markus Kundert
Heinrich Markus Kundert (* 19. November 1853 in Bischofszell; † 18. Februar 1924 in Zürich) war ein Schweizer Bankier. Er war von 1907 bis 1915 der erste Direktor der Schweizerischen Nationalbank.

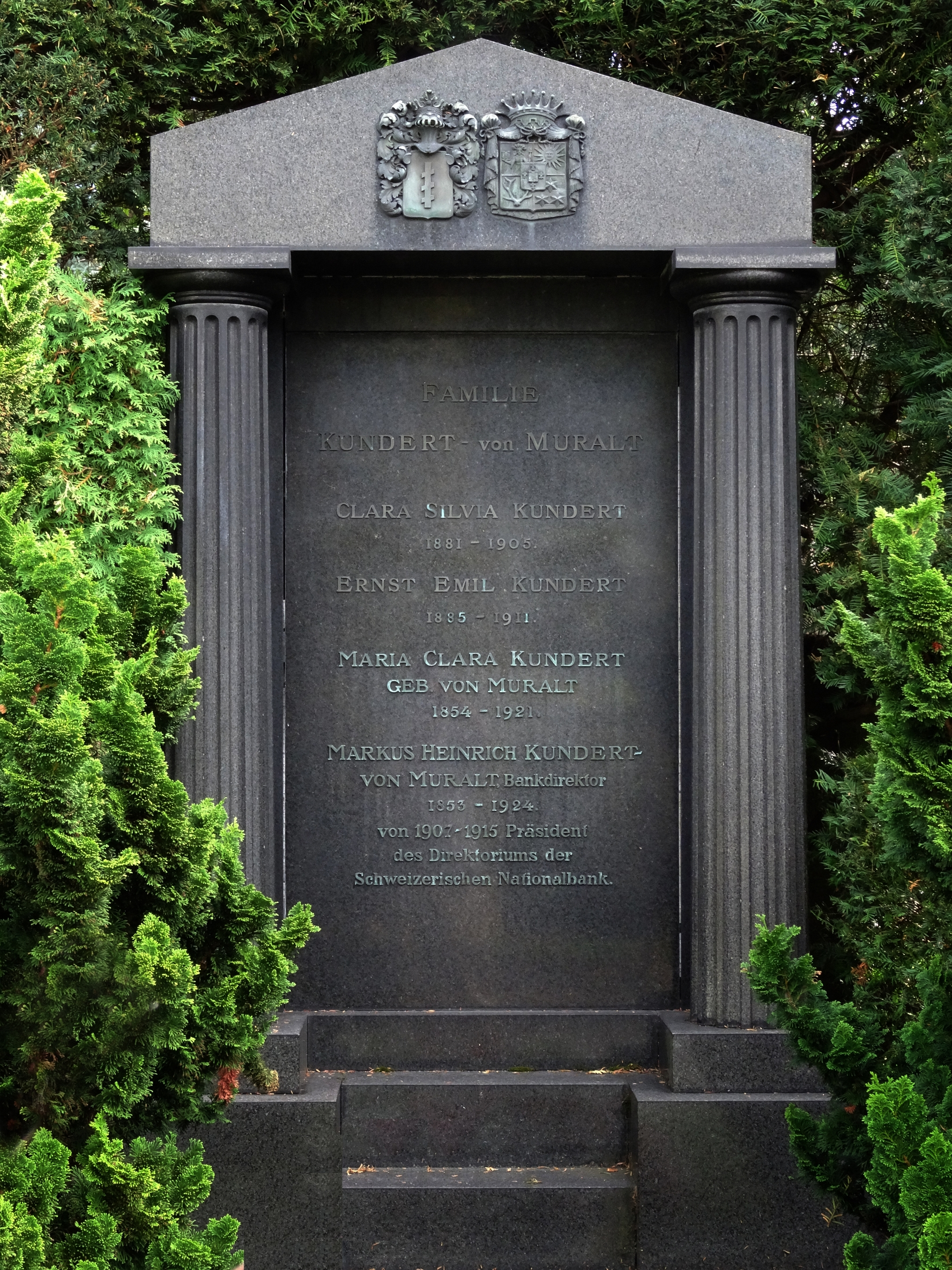
Grab, Friedhof Enzenbühl in Zürich.

## Leben und Werk
Heinrich Markus Kundert absolvierte eine Lehre zum Kaufmann in St. Gallen, Brüssel und Paris. Von 1879 bis 1890 leitete er die Leih- und Sparkasse in Bischofszell. Anschliessend war er bis 1899 Direktor der Thurgauischen Kantonalbank in Weinfelden. Von 1899 bis 1902 war er Direktor der Basler Kantonalbank und von 1902 bis 1907 Direktor der Zürcher Kantonalbank. Kundert war von 1915 bis 1924 Mitglied des Bankrates und von 1916 bis 1919 Mitglied des Bankausschusses.
1880 heiratete er Maria Klara von Muralt (1854–1921). Ihr gemeinsamer Sohn war Heinz Ludwig (1883–1956). Seine letzte Ruhestätte fand Heinrich Markus Kundert auf dem Friedhof Enzenbühl in Zürich.